# Фински шпиц
Фински шпиц (Фински језик: suomenpystykorva) је раса паса пореклом из Финске. Ова раса је првобитно узгајана да лови све врсте дивљачи од веверица и других глодара до медведа. "Лавеж-показивач", означава положај дивљачи лајењем и привлачење пажње дивљача на себе, омогућавајући лакши приступ за лов. Његова првобитна намена за лов на дивљач била је да укаже на дивљач која је побегла у дрвеће, попут тетреба, али такође добро служи и за лов на лосове. Неки су чак знали да иду и на медведе. У својој родној земљи ова раса се још увек углавном користи као ловачки пас. Пасмина је пријатељски настројена и воли децу, па је погодна и за домаћи живот. Фински шпиц је национални пас Финске од 1979. године.

## Порекло
Остаци паса који су пронађени у Финској и датирају од пре 8000 година сличне су величине и облика као што су и пси расе шпиц.
Због мешања готово свих раса паса генетска блискост је са сивим вуковима. Међутим, неколико раса арктичких паса показују генетску блискост са сада изумрлим тајмирским вуком северне Азије. Ове расе су повезане са сибирским хаскијем и гренландским псом, као и са шар пејом и финском лајком, а који су такође повезани са арктичком људском популацијом. Графикон генетске блискости гренландског пса указује на то да се 3,5% заједничког материјала најбоље уклапа, међутим удео предака се креће између 1,4% и 27,3%. Ово указује на мешавину популације тајмирских вукова и популације паса ових 4 високорасне пасмине. Ова интрогресија могла је пружити раним псима који живе на високим ширинама, бенефиције за прилагођавање у новом и изазовном окружењу. Такође указује да данашње пасмине потичу из више од једног региона.

## Историја
Фински шпиц се развио од селективно узгајаних паса расе-шпиц који су настањивали централну Русију пре неколико хиљада година. Изолована угро-финска племена у крајњим северним регионима узгајала су псе у складу са њиховим специфичним потребама. Ови мали кланови шумара ослањали су се на своје псе како би им помогли да добију храну, а изврсна ловачка способност финског шпица учинила га је омиљеним избором.
До 1880. године, напредним превозним средством су се спојили различити народи и њихови пси, фински шпиц спарио се с другим расама паса и постали су посебна раса. Отприлике у то време, фински спортиста из Хелсинкија по имену Хуго Рос посматрао је чистог изворног финског шпица, док је ловио у северним шумама. Схватио је многе врлине чисте финске расе шпиц и одлучио да одабере псе који су били прави примери правог финског шпица како би покушао оживети ову расу. Тридесет година пажљивог узгоја резултирало је модерним финским шпицом; пси су потомци његовог оригиналног фонда. Фински кинолошки клуб је ревидирао стандард пасмине шест пута, а последња верзија потврђена је 1996. године. 1979. године, када је клуб прославио 90. годишњицу, фински шпиц је проглашен финском националном пасмином паса. Клуб такође ради на укључивању ловног искуства са финским шпицем на УНЕСKО-ову листу нематеријалне културне баштине.

## Изглед
Правилна конструкција је квадратне грађе, што значи да је дужина тела једнака или нешто краћа од висине гребена у односу на земљу. Дужина тела мери се од тачке рамена или предњег дела ноге до гребена. Женке су обично мало дуже у леђима него мужјаци. Оба пола би се требала појавити нешто дуже у нози него у леђима.
На предњим и / или задњим стопалима могу се појавити канџе. Ако се појаве задње канџе, треба их уклонити. По жељи се могу уклонити предње канџе.

### Крзно
Фински шпиц има типично двоструко крзно које се састоји од меког, густог подланка и дугих, оштрих заштитних длака које могу износити 2,5 до 5 цм (један до два инча). Спољно крзно не сме бити већи од 2,5 центиметара на ивици. Длака треба да буде чвршћа, гушћа и дужа на врату, леђима, леђима бедара и набора репа, краћа на глави и ногама. Мушки пси требају имати мало дуже и грубији крзно од женки које имају мало рафинираније крзно.
Длаке на репу су важне за целокупни изглед пса, али не би требало да буду предугачке. Ударане дуге длаке без одржавања могу псу дати неприметан изглед. Уз то, важно је постављање задњег дела и фински шпиц треба да буде у могућности да помера реп са једне на другу страну. Већина финских шпица има омиљену страну али то није погрешно.
Правилна нега крзна је најважнија. Фински шпиц два пута годишње скида крзно и губи подлаку. Неопходно је да власници бришу старе длаке како би нове длаке могле правилно да расту. Иако пас може изгледати пухасто и пуно, прекомерне длаке могу проузроковати озбиљне кожне проблеме.
У изложбеном кругу крзно треба да буде приказано као потпуно природано; четкица кроз крзно је прихватљива, али није дозвољено подрезивање, чак ни на шапама. Међутим, сваке прекомерне длаке треба уклонити. Неки излагачи одлучују показати псе са претераном подлаком како би крзно изгледао бујније. Неуспех на крзну неке судије сматрају непажњом, који преферирају чисто и чешљано крзно. Још један изузетак су длаке испод дна стопала. Длаке испод стопала као и нокти на ножним прстима требало би да буду лепо ошишани за наступ.

### Боја
Штенад се често описује као да изгледају попут младунчета црвене лисице. Рођени су тамно сиви, црни, браон или беж са огромном количином црне боје. Штене беле боје или једно са великом количином белих груди није пожељно за потребе изложбе. Боју одраслог пса може проценити искусни узгајивач при рођењу, али чак и тада, боја може мало да се мења како штене расте.

Боја за одрасле је типично златно-црвена са варијацијама од бледог меда до тамног кестена. Нема склоности одређеној нијанси све док је боја светла и бистра. Длака никада не сме да буде пуне боје. Треба да буде у сенци и без дефинисаних промена боје. Длака је обично у најмрачнијој нијанси на леђима пса, постепено се светли око груди и трбуха. Подлака мора увек бити светлије боје од горњег дела, али никада не сме бити бела. Мала мрља беле боје, не више од 1,5 цм (0,6 инча), је дозвољена на грудима, а бели врхови на ногама су прихватљиви, али нису пожељни.
Нос, усне и предео око очију увек би требало бити црни.

### Висина и тежина
Висина (стандард америчког кинолошког савеза)
- Мужјаци: 44,5 до 50,8 цм (17½ до 20 инча)
- Женке: 39,4 до 45,7 цм (15½ до 18 инча)

Тежина:
- Мужјаци: 12–14 кг (26–31 лб)
- Женке: 7,3–10 кг (16–22 лб)

## Темперамент
Ова раса је активна, будна и живахна. Сваки дан им је потребна једна или две дуге шетње и биће прилично неактивне у затвореном простору. Ова раса се неће добро прилагодити животној ситуацији која се строго одгаја; потребан им је баланс за вежбање на отвореном и слободно време са породицом.
Сматра се да фински шпиц добро комуницира са људима, а посебно су добри са децом. Увек су спремни да се играју са децом, али ако се игноришу, обично ће отићи. Као и код свих паса, и децу и псе увек треба надгледати када су заједно. То је независна раса и биће привржена својој породици. Фински шпиц је склон да буде заштитни; мужјаци имају више доминантне особине од женке.
Већина ових паса добро се слаже са другим псима у кући. Узгајају се као ловачки пси и самим тим су непоуздани око малих животиња и птица кућних љубимаца, али на индивидуалној основи могу добро живети с мачкама, посебно ако су узгајане заједно са њима.

### Лајање
Ова раса лаје на било шта што се сматра необичним. Лајање је главни дио њихових ловних активности. У Финској су ови пси цењени због својих способности лајања, који се крећу у распону од кратких, оштрих лавежа до многих лавежа у минути који звуче као нека мелодија. Фински шпиц може да лаје чак 160 пута у минути. У Скандинавији се одржава такмичење у циљу проналаска "Краља лавежа". У Финској се мора доказати њихова способност лајања на терену пре него што се може освојити првенство.
Када се користи као ловачки пратилац, лајање је начин да се ловцу сигнализира да је пас лоцирао плен у шуми. Могу се обучити да смање количину лајања, иако их лајање чини одличним чуварима.

### Тренинг
Фински шпицеви су независни, вољни, интелигентни пси. Најбоље се обучавају меким гласом и додиром. Ова пасмина неће добро реаговати на оштре методе тренирања. Треба их обучити лаганим додирима и позитивним методама. Уз стрпљење и мирно, а чврсто руковање, фински шпиц може бити диван сапутник.

## Здравље
Фински шпиц је типично веома здрава раса, са неколико могућих здравствених проблема. Међутим, узгајиваче треба консултовати како би разумели распрострањеност специфичног поремећаја код ове расе. Испод је кратак списак онога што се може догодити:
- Дисплазија кука
- Пателарна луксација
- Дисплазија лакта
- Епилепсија

Просечан животни век је око 11,2 године.